# خادم المذبح
خدام المذبح أو مساعد الكاهن هم مساعدين لرجال الدين أثناء الخدمة الدينية المسيحية. من مهام خادم المذبح مثل جلب وحمل البخور، أو رنين جرس المذبح .

## الكنيسة الرومانية الكاثوليكية
كانت خدمة المذبح سابقًا تقتصر على الرجال والفتيان، ولكن القانون 230 من مدونة القانون الكنسي الصادر في عام 1983 سمح للأساقفة المحليين السماح للفتيات والنساء للقيام بخدمة المذبح. في الولايات المتحدة، في أبرشية لينكولن في نبراسكا لم يمنح إذن بذلك. المجموعات الكاثوليكية التقليديين لا تسمح للنساء في خدمة الهيكل.

## معرض صور

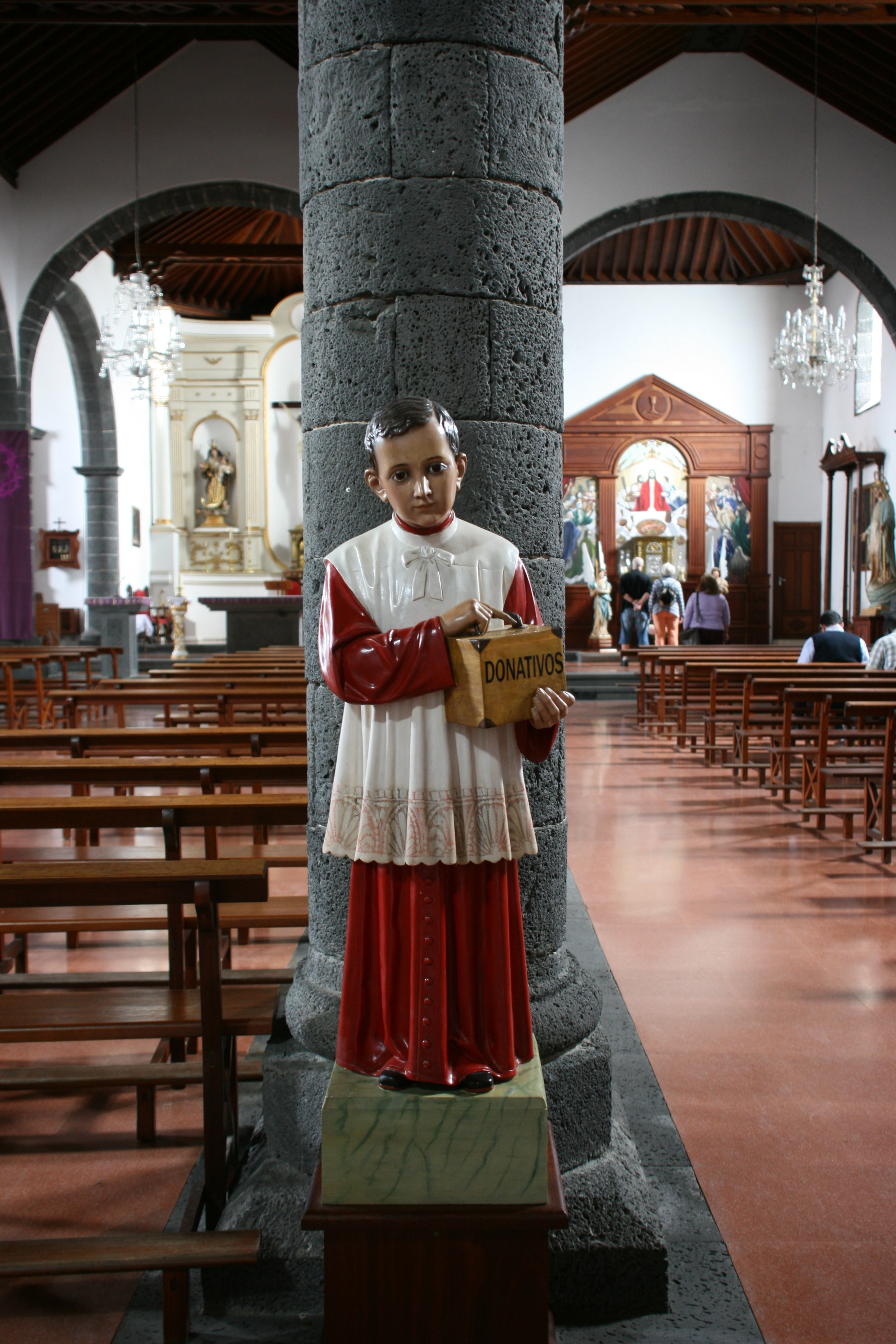
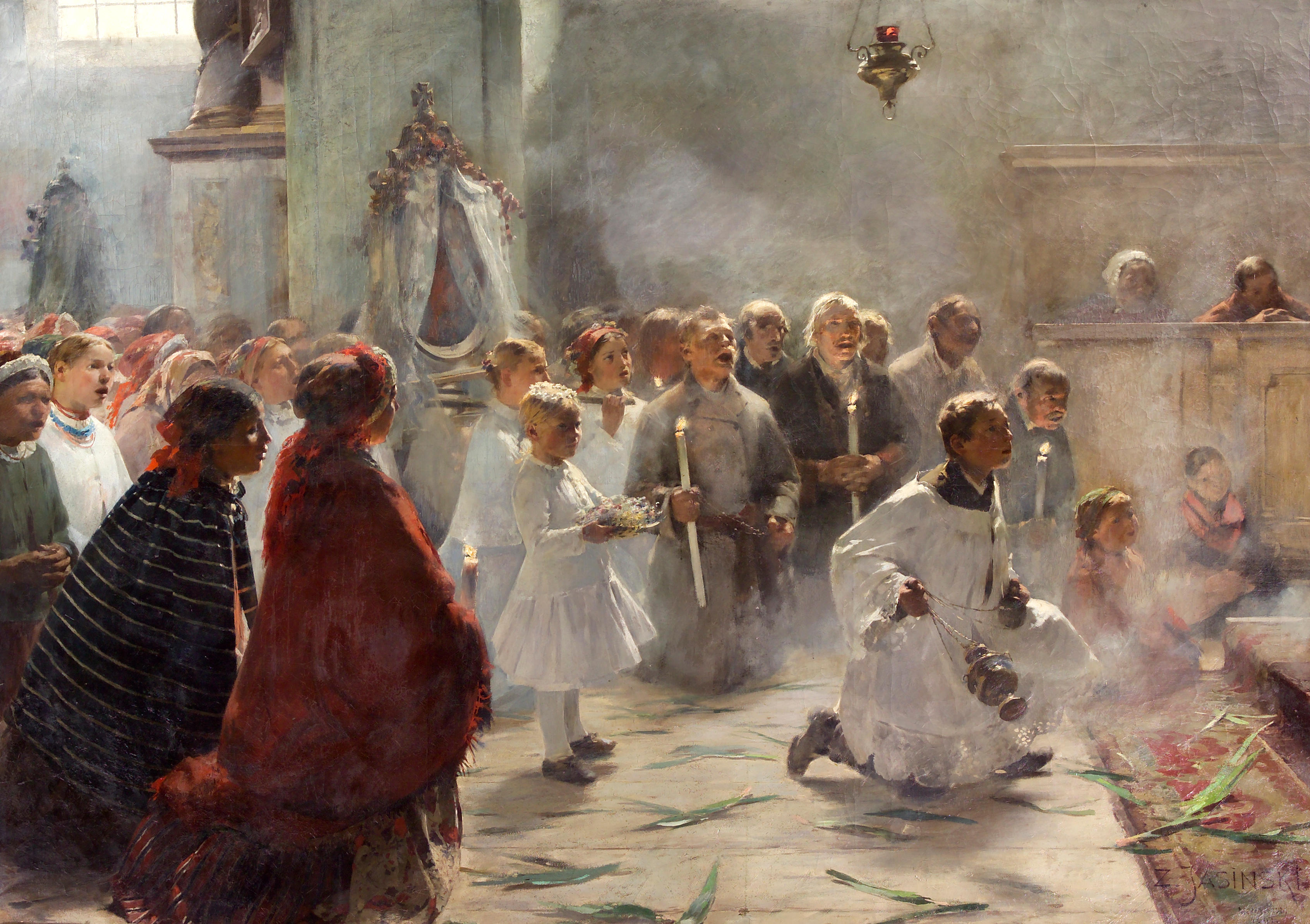
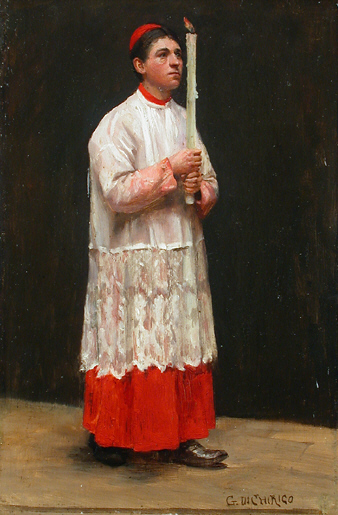
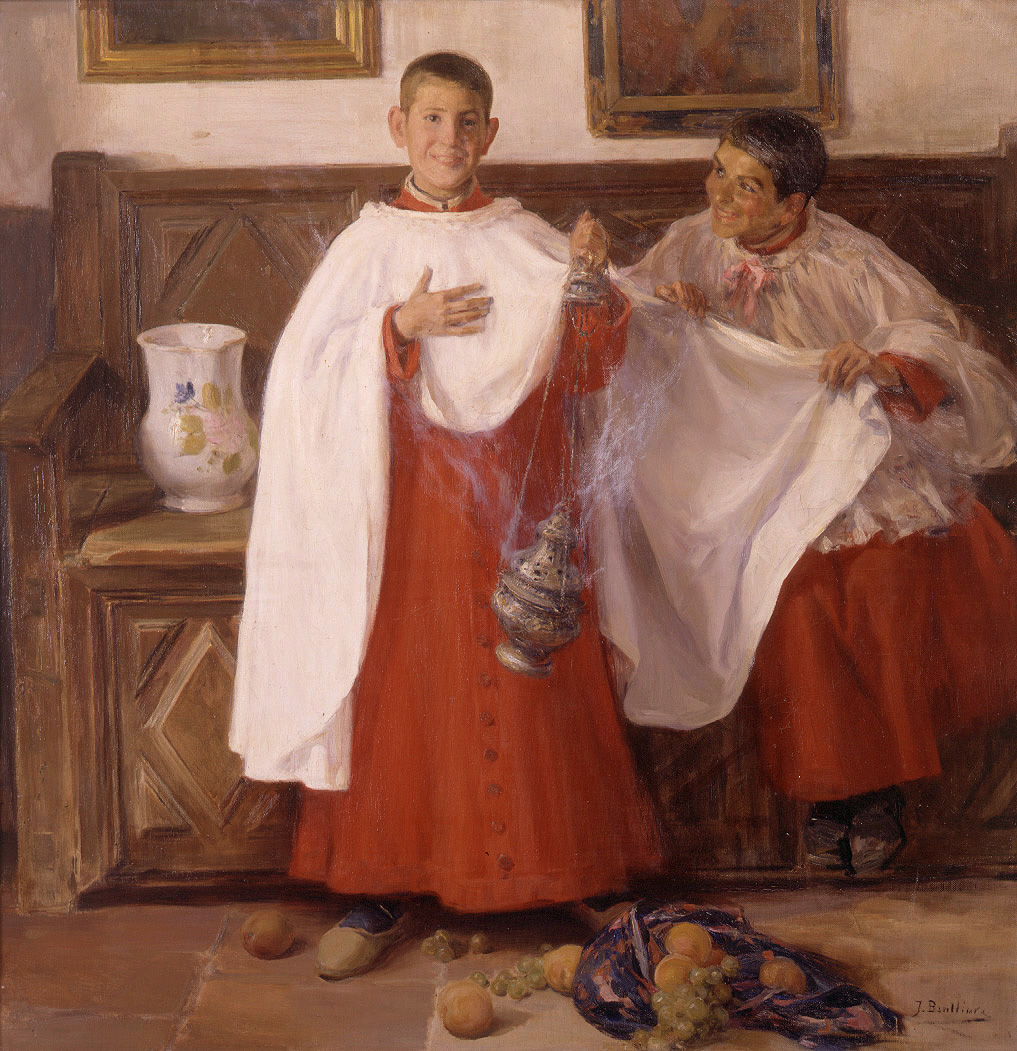
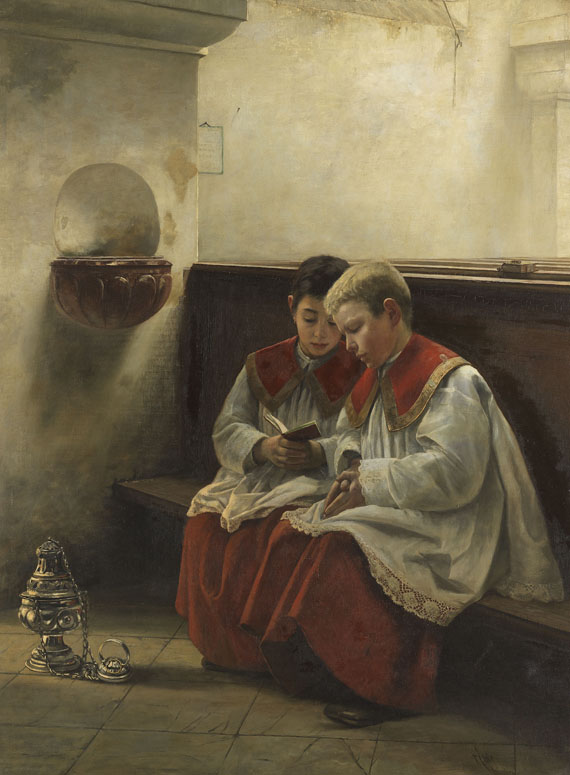